# Dries Vos
Dries Vos (29 maart 1980) is een Vlaams film- en televisieregisseur.
Na diverse producties voor televisie te hebben geregisseerd, leverde Vos in 2017 zijn eerste film af, Allemaal familie.
Dries Vos heeft in 2015 de videoclip 10.000 luchtballonnen van K3 geregisseerd.
In 2019 ontvingen hij en coregisseur Gilles Coulier samen een Ensor als beste regisseur van een televisieserie voor De Dag.

## Filmografie
Langspeelfilms
- Allemaal Familie (2017)
- Bad Trip (2017)

Televisieseries
- Amika (2008-2011)
- Het Huis Anubis en de Vijf van het Magische Zwaard (2010, 5 episodes)
- Galaxy Park (2011-2014, samen met Gert-Jan Booy)
- Wat als? (2011-2016, met anderen)
- Safety First (2014, 2 afleveringen)
- De Biker Boys (2014)
- Nieuw Texas (2015, met Jeroen Dumoulein)
- Patrouille Linkeroever (2016)
- De Dag (2018, met Gilles Coulier)
- Keizersvrouwen (2019, met Ben Sombogaart)